# Tonya Schamp
Tonya Schamp (Leuven, 10 februari 1995) is een Vlaamse zangeres die meedeed aan de Belgische voorrondes voor het Junior Eurovisiesongfestival 2003. In de finale won punkgroep X!nk, maar scoorde ze met haar lied Hé, doe maar mee wel een hit in Vlaanderen. Later volgden liedjes als Hoelahoepen en Gelukkige verjaardag.
Ze is de dochter van Gina (tevens haar manager) en reclameman Wim Schamp. Ze heeft één oudere broer, Gian (finalist Topmannequin 2009). Schamp schreef op verzoek van haar tante en oom het lied Emile voor hun toekomstige zoon. Zij mocht als enige weten of het een meisje of een jongen zou worden.
Schamp won namens België het International Asterisks Music Festival for Childeren in Macedonië, met het nummer Dans oh yeah. Ze schreef de tekst zelf, de muziek komt van Pat Krimson (2 Fabiola).
In 2010 schreef ze het buitenspeellied voor Nickelodeon.
In 2017 bestond Ketnet 20 jaar. Om dit feest te vieren organiseerden Ketnet en Studio 100 het eenmalige evenement Throwback Thursday in het 'Sportpladijs' waarop Tonya optrad samen met Jonas van X!nk, Thor! en Laura Omloop.
Ze lanceerde een eigen kledinglijn en opende in 2018 een koffiebar op de Melkmarkt in Antwerpen.

## Discografie

### Full-cd
Hé doe maar mee
1. Hé doe maar mee
2. Hoelahoepen
3. Gelukkige verjaardag
4. De vakantie begint
5. Poesie Miauw
6. Ohja Ohnee
7. Lolly dagen
8. Minita
9. Luizenplaag
10. Vrienden en vriendinnen

### De IIde
1. Waarom
2. Huppelen
3. Mama is er niet
4. Vrede liefde vrede
5. Sinterklaasje kom maar binnen
6. Watte wiette woe
7. Ik droom remix
8. Vlindertje

### Dvd
- Een kei cool cadeau van Tonya
  - Sinterklaas afleveringen
  - Clip vrede liefde vrede
  - Sinterklaasje kom maar binnen
  - Door Tonya's papa (Wim Schamp) zelf gemaakt kerstverhaal
  - Wafel recept
  - Warme oproep
  - Alle kids